# Chiesa di San Nicola (Mentana)
La chiesa di San Nicola è una chiesa di Mentana, in provincia di Roma.

## La chiesa arcaica
La chiesa arcaica si trova in Via III Novembre 160, presso il centro storico. Originariamente era intitolata a San Sebastiano (come protettore dei centri fortificati). Risale al XII-XIII secolo.
L'interno è ad unica navata rettangolare. Nell'interno vi è un affresco della Madonna con bambino di anonimo settecentesco sopra un altro dipinto (di S. Sebastiano), mentre a destra vi è una statua di San Nicola. Un terzo affresco (non giunto fino a noi) era sulla porta d'ingresso.
Da un documento (probabilmente della chiesa) del 1712 si può dedurre che la chiesa veniva usata anche per seppellire dei defunti e quando lo spazio all'interno della chiesa per le tombe era terminato, il parroco faceva tumulare le salme nell'adiacente Piazza San Nicola (a tutt'oggi nella piazza si vedono dei sarcofagi in travertino ora usati come panchine), scavi recenti di manutenzione stradale hanno riportato alla luce resti umani ivi sepolti.
Passata la moda di seppellire i morti in chiesa, nonché per una maggiore igiene, fu costruito un cimitero presso la chiesa di Santa Maria della Pietà vicina all'ospedale vecchio.
Durante la II guerra mondiale la chiesa fu distrutta da bombardamenti aerei, in seguito fu usata dapprima come stalla, poi come sala da ballo e sala cinematografica per poi, nel 1966, a ritornare all'originale utilizzo religioso.
Sulla strada vi è il campanile con annesso orologio, il quale scandisce le ore ogni quarto d'ora.

## La chiesa nuova

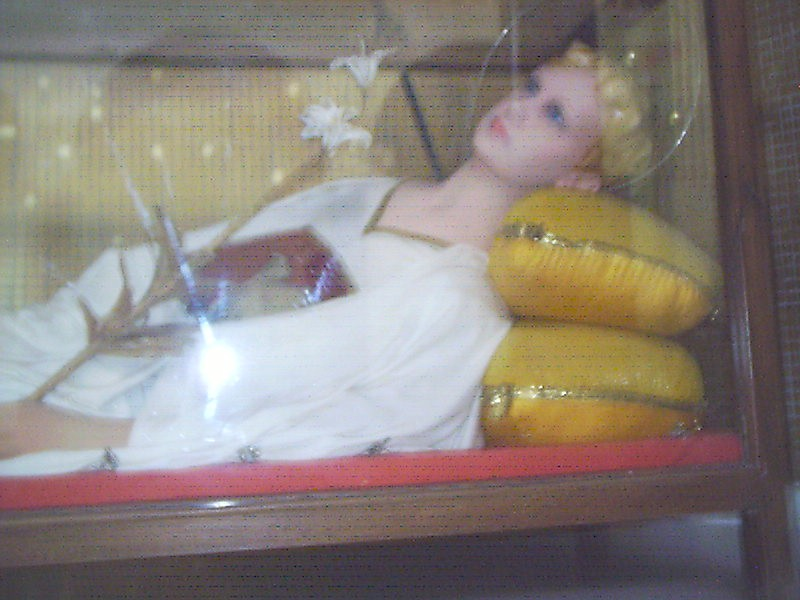
Reliquia di San Primo nella navata sinistra della chiesa

La chiesa, dopo i bombardamenti della II guerra mondiale, è stata spostata nella chiesa nuova in via Reatina 1.
La facciata presenta una pseudo-trifora ed 2 edicolette con statue.
Nel lato di Via Reatina vi è il campanile squadrato.
L'interno è quasi basilicale, a mo' di cattedrale moderna in stile post-II guerra mondiale pseudo-romanico con abside simil-bizantineggiante e tre navate. Nella navata di sinistra vi è un altare minore con una statua di San Primo martire. Nella calotta absidale in alto vi è un affresco.
La chiesa è stata restaurata nei primi anni del XXI secolo.